# Dallage de l'ancienne église Saint-Nicaise de Reims
Le dallage de l'église Saint-Nicaise de Reims était constitué d’un ensemble de deux cents dalles figurant des scènes de l’Ancien Testament.
Quarante-huit dalles sont présentées le long du mur latéral nord de la basilique Saint-Remi de Reims.

## Historique

### Réalisation
Il s'agit d'un des ensembles les plus complets de dalles gravées d'Europe. Eugène Viollet-le-Duc datait stylistiquement le dallage de Saint-Nicaise "des premières années du XIVe s.". Les études récentes confirment cette datation.
En effet, ces dalles proviennent du chevet de l'abbatiale de l’ancienne église Saint-Nicaise de Reims dont l'achèvement se situe entre 1290 et 1310.
L'ensemble compte plus de 200 dalles, dont chacune représente une scène biblique ou un motif décoratif.

### Destruction / présentation
L’ancienne église Saint-Nicaise fut, à la suite de la Révolution, vendue et utilisée comme carrière de matériaux entre 1798 et 1805.
Les révolutionnaires considéraient qu’ils y avaient trop de bâtiments religieux dans la ville (églises, monastères, abbaye) au regard du nombre de religieux et de pratiquants.
Selon les « Travaux de l'Académie nationale de Reims », une partie de ces dalles auraient été rachetée par un habitant de Verzenay pour décorer sa cuisine et la cour de sa demeure.
L’habitation devint propriété de la Veuve Cliquot qui finit pas accepter un échange avec des dalles neuves et de bonnes qualités.
Les dalles sont classées au titre « immeuble » par arrêté du 6 août 1841.

## Composition
Dans la basilique Saint-Remi de Reims, les dalles sont placées dans d'ordre chronologique indiqué dans la Bible.
Ils forment un carré, mesurant environ quatre mètres sur quatre. 
Les dalles sont encadrées par 4, 8 ou 12 lobes pour des raisons symboliques et esthétiques. 
Dans les représentations, la symbolique des nombres est la suivante :
- Le 4 est associé aux quatre évangélistes, aux quatre points cardinaux et aux quatre éléments (terre, air, feu, eau),
- Le 8 est associé au jour de la Résurrection de Jésus et à la nouvelle création,
- Le 12 est associé aux douze apôtres et aux douze tribus d'Israël.

Pavés du sanctuaire de Saint-Nicaise :
1. Construction de l'Arche.

2. Arrivée de deux anges à Sodome, chez Loth.

3. Loth fait sortir ses gendres de sa maison.

4. L'ange fait sortir Loth de sa maison.

5. La femme de Loth changée en statue de sel.

6. Abraham et Isaac sur la montagne. 

7. Sacrifice d'Abraham.

8. Rébecca couvre Jacob d'une peau de chevreau.

9. Ésaü se présente devant Isaac, son père aveugle, pour recevoir sa bénédiction.

10. Échelle mystérieuse.

11. Laban dit à Jacob de garder ses troupeaux.

12. Jacob lutte contre l'ange.

13. L'ange bénit Jacob.

14. Jacob bénit ses enfants.

15. La fille du roi Pharaon présente Moïse à son père.

16. Aaron et Moïse devant Pharaon, la verge d'Aaron est changée en serpent.

17. Plaie d'Égypte : les grenouilles.

18. Plaie d'Égypte : les mouches.
Cette dalle fait référence aux versets 20 à 32 du chapitre 8 du Livre de l'Exode.
Contexte : La plaie des mouches est le quatrième fléau infligé à l'Égypte. Dieu envoie une invasion de mouches sur l'Égypte pour punir Pharaon et le forcer à libérer le peuple hébreu.
Symbole : La plaie des mouches peut être vue comme une illustration de la justice divine et de la puissance de Dieu à punir le mal.

19. Plaie d'Égypte : la peste sur les animaux.
20. Moïse et Aaron devant Pharaon.

21. Pharaon et son armée à la poursuite des Israélites.
Cette dalle fait référence aux versets 5 à 9 du chapitre 14 du Livre de l'Exode, deuxième livre de la Bible et de l'Ancien Testament.
Contexte : Pharaon a changé d'avis après avoir laissé partir les Israélites. Il craignait de perdre une main-d'œuvre importante et puissante. Son orgueil et son entêtement l'ont poussé à poursuivre les Israélites, même après avoir subi les plaies d'Égypte.
Symbole : La poursuite symbolise la lutte constante entre le bien et le mal, entre la liberté et l'oppression.
22. Moïse divise les eaux de la mer Rouge.

23. L'armée de Pharaon se dirige vers la mer Rouge.

24. Engloutissement des Égyptiens dans la mer Rouge.
Cette dalle fait référence aux versets 15 à 28 du chapitre 14 du livre Exode Livre de l'Exode, deuxième livre de la Bible et de l'Ancien Testament.
Contexte : Moïse a conduit les Hébreux hors d'Égypte. Poursuivis par Pharaon et son armée, Dieu a ouvert la mer Rouge pour leur permettre de traverser, puis l'a refermée sur les Égyptiens qui les poursuivaient.
Symbole : L’engloutissement de Pharaon et armée représente symboliquement : la victoire du bien sur le mal, la libération du peuple opprimé, la puissance et la justice de Dieu, la fin de l'esclavage et le début d'une nouvelle vie pour les hébreux.
25. La manne dans le désert.

26. Moïse fait jaillir l'eau du rocher.

27. Hur et Aaron soutiennent le bras de Moïse.
Cette dalle fait référence aux versets 11 à 13 du chapitre 17 du Livre de l'Exode, deuxième livre de la Bible et de l'Ancien Testament (extrait : « Lorsque Moïse élevait sa main, Israël était le plus fort ; et lorsqu'il baissait sa main, Amalek était le plus fort ».
Contexte : dans le récit, le peuple d'Israël combat contre les Amalécites.
Symbole : La victoire dépend de la foi et de la persévérance.
28. Moïse et le serpent d'airain.
Cette dalle fait référence aux versets 4 à 9 du chapitre 21 du Livre des Nombres, quatrième livre de la Bible et de l'Ancien Testament.
Contexte : après avoir quitté l'Égypte, le peuple d'Israël est en route vers la terre promise mais le voyage est long et difficile. Il commence à se plaindre et à murmurer contre Dieu et Moïse. Dieu envoie des serpents brûlants (au sens de frappent vite et fort) pour punir le peuple. De nombreuses personnes sont mordues et meurent. Dieu demande à Moïse de faire un serpent d’airain (alliage associé à la force et à la puissance). Ceux qui, mordus par les serpents brûlants, le regardent seront guéris.
Symbole : Le serpent d'airain peut être vu comme une illustration de la justice divine, de la miséricorde divine. Il sauve ceux qui le regardent mais ne les jugent pas.
29. Moïse brise les idoles.

30. On entend la harpe qui indique qu'il faut adorer Nabuchodonosor.

31. Les trois enfants dans la fournaise.

32. Nabuchodonosor changé en bête.

33. Daniel, Ananias, Azarias et Misaël en présence de Nabuchodonosor, Nabuchodonosor à qui Daniel explique un songe.
Cette dalle fait référence aux versets 24 à 36 du chapitre 2 du Livre de Daniel, neuvième livre de la Bible et de l'Ancien Testament.
Contexte : Le roi Nabuchodonosor a fait une nuit un rêve qui l'a troublé. Il a oublié le contenu du rêve, mais il était si troublé qu'il a ordonné à ses mages, astrologues et devins de lui raconter le rêve et de l'interpréter. Ceux-ci ne pouvant réaliser cette tâche sont condamnés à mort, y compris Daniel et ses trois amis. Daniel a demandé au roi de lui accorder un délai, et avec l'aide de Dieu, il a pu se souvenir du rêve et l'interpréter pour le roi.
Symbole : L'histoire démontre la puissance de Dieu, qui peut protéger ses serviteurs et accomplir des miracles. Daniel a pu interpréter le rêve du roi Nabuchodonosor, et Ananias, Misaël et Azarias ont été sauvés de la fournaise ardente.
34. Daniel reproche à Balthazar son inconduite.

35. Festin de Balthazar.

36. Daniel explique les mots tracés sur les murs de la salle du festin.

37. Suzanne et ses servantes. 

38. Suzanne accusée par les vieillards.

39. Suzanne condamnée à mort.

40. On va l'exécuter.

41. Les vieillards dans le jardin.

42. Supplice des vieillards.

43. Traces des pieds sur la cendre devant les idoles.

44. Daniel dans la fosse aux lions.

45. Nabuchodonosor fait sortir Daniel de la fosse aux lions;
Fragments :
1. Moïse avec son bâton brise les idoles.
2. Suzanne au bain.

## Technique
Les images sont gravées sur des pierres disposées en losange avec un fond de gorge plus large pour retenir le plomb.
Ensuite, les traits sont remplis de plomb pour les rendre visibles.
Cette technique était régulièrement utilisée pour les dalles funéraires ou certains labyrinthes d'église comme celui de la cathédrale de Reims, mais rarement en si grand nombre et dans cet ordonnancement.

## Galerie

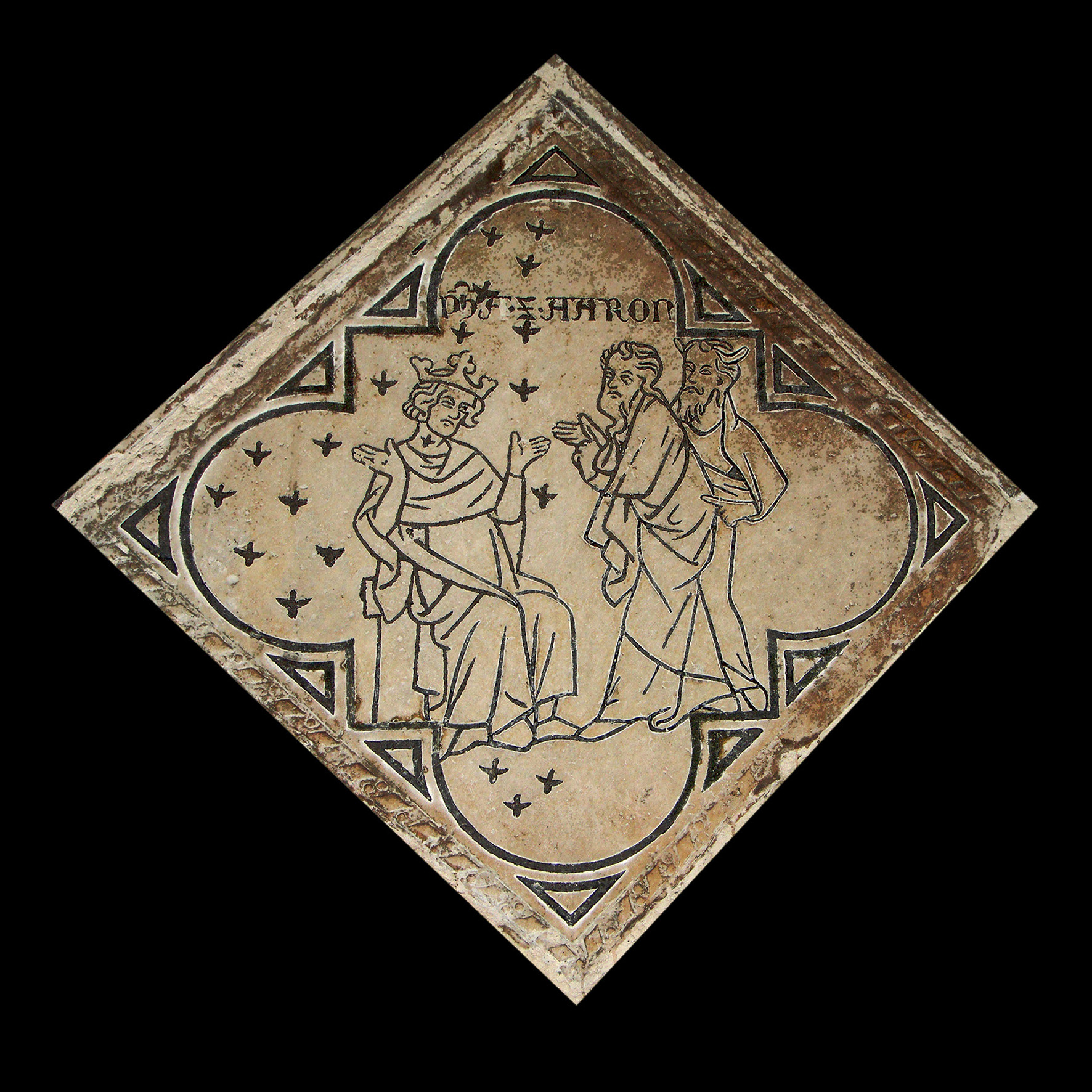
Dalle (18).
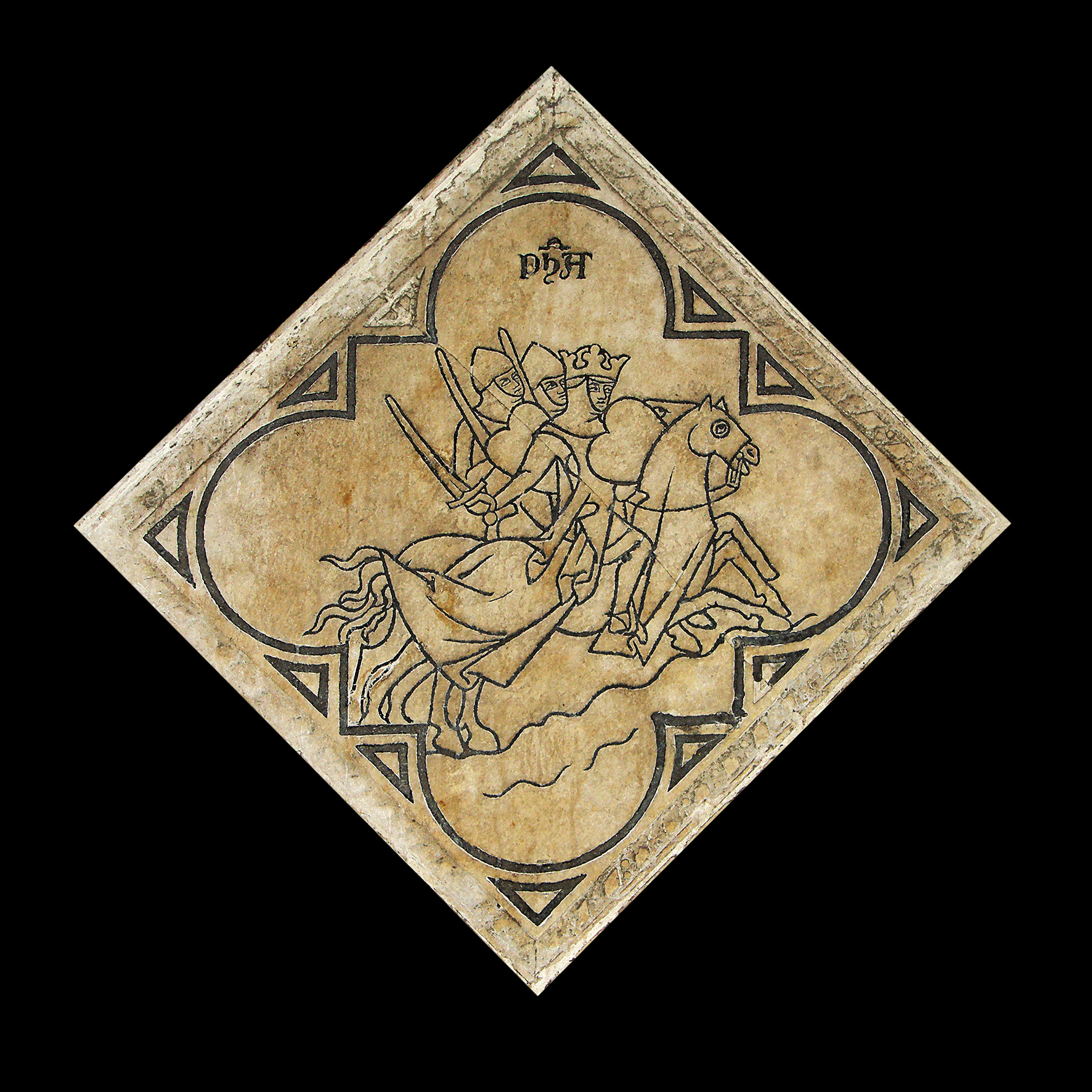
Dalle (21).
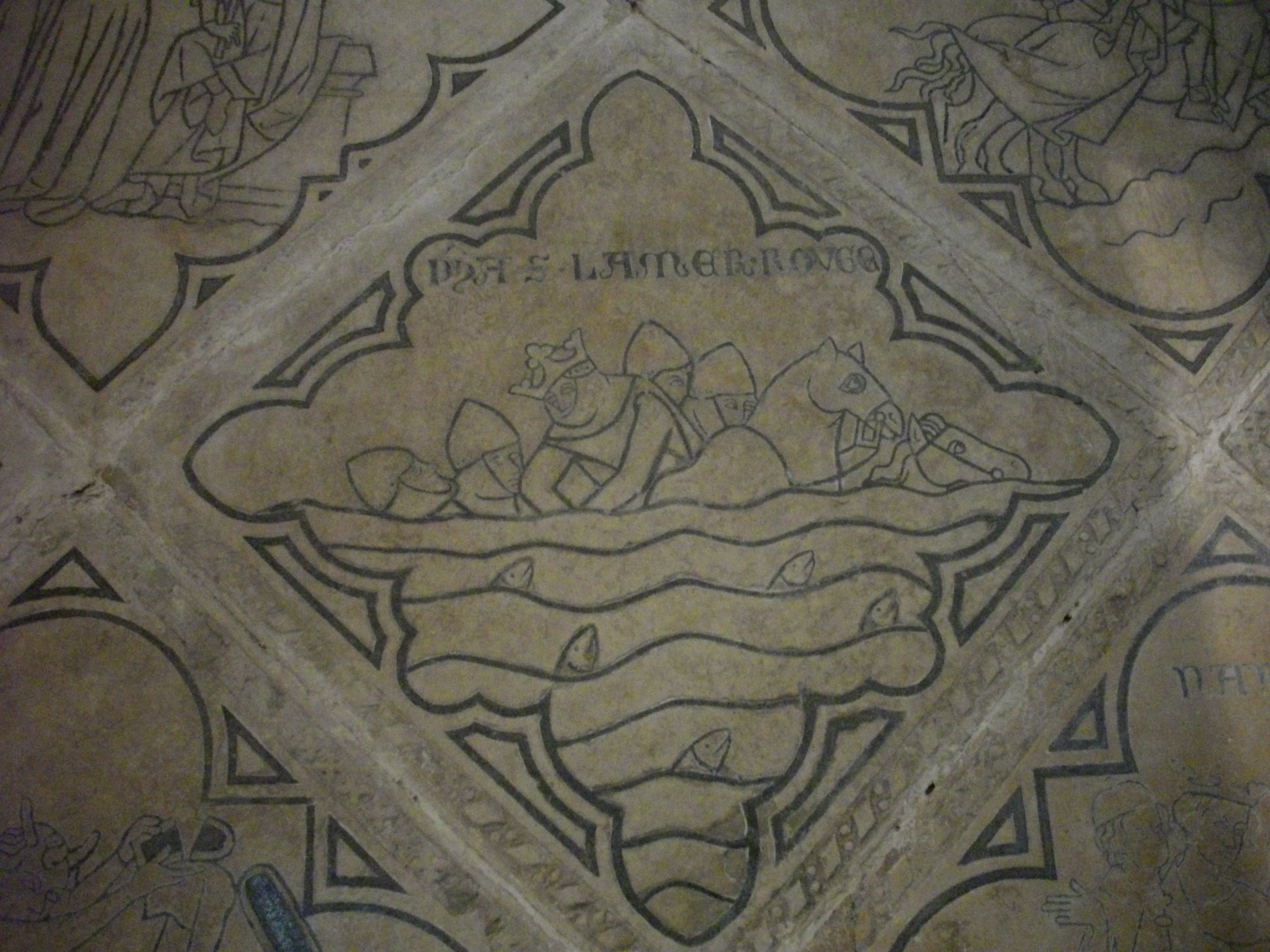
Dalle (24).
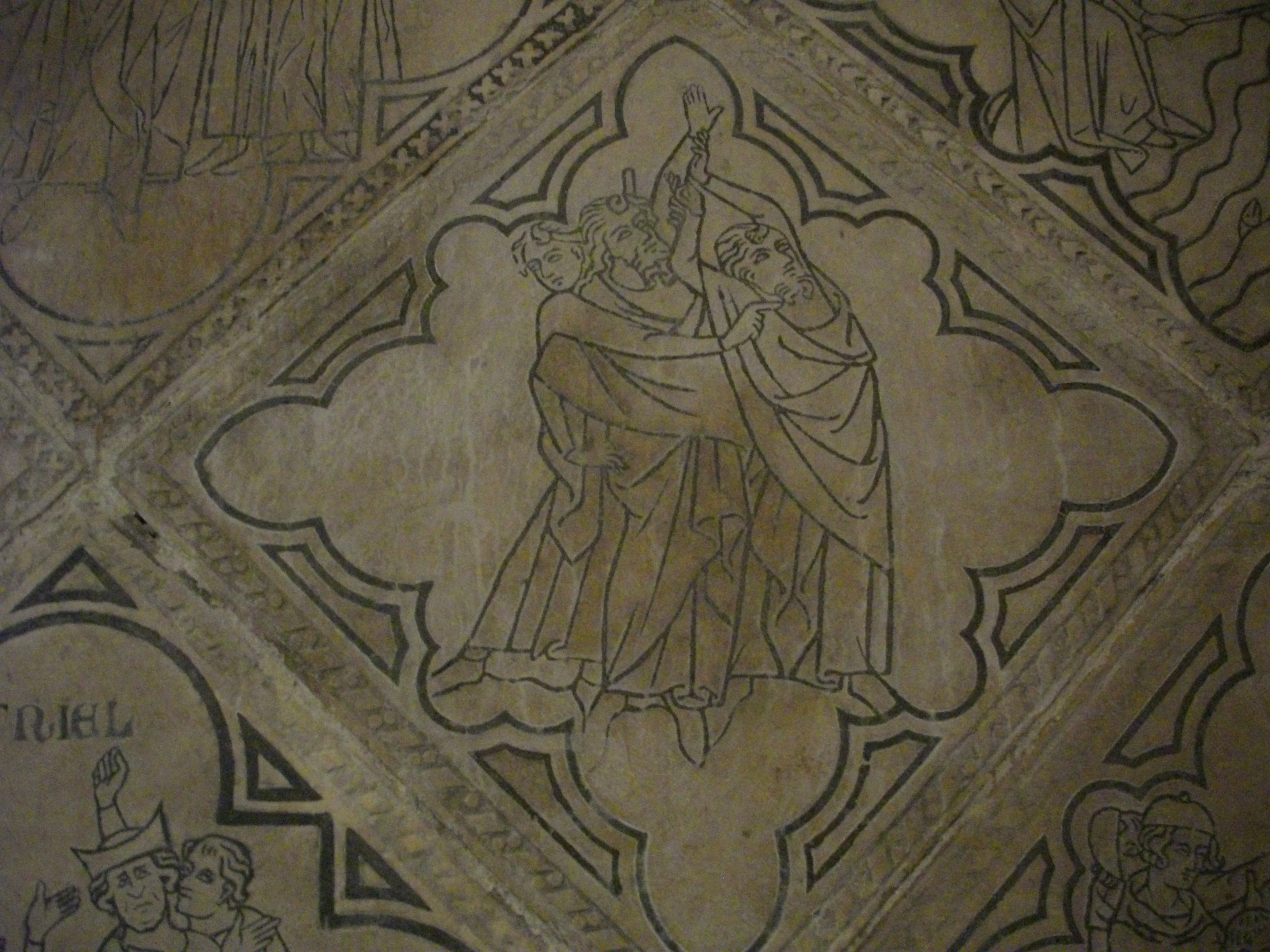
Dalle (27).
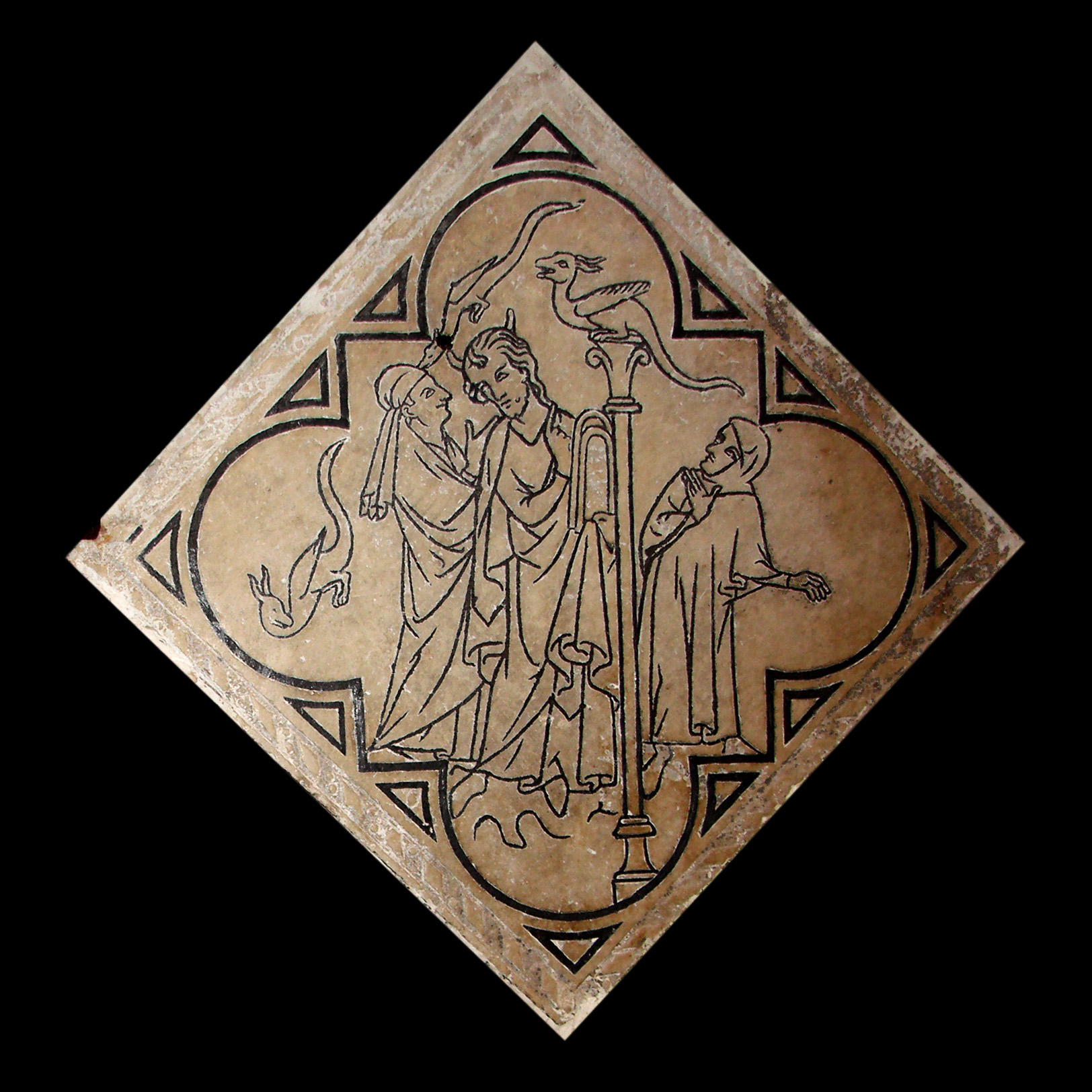
Dalle (28).
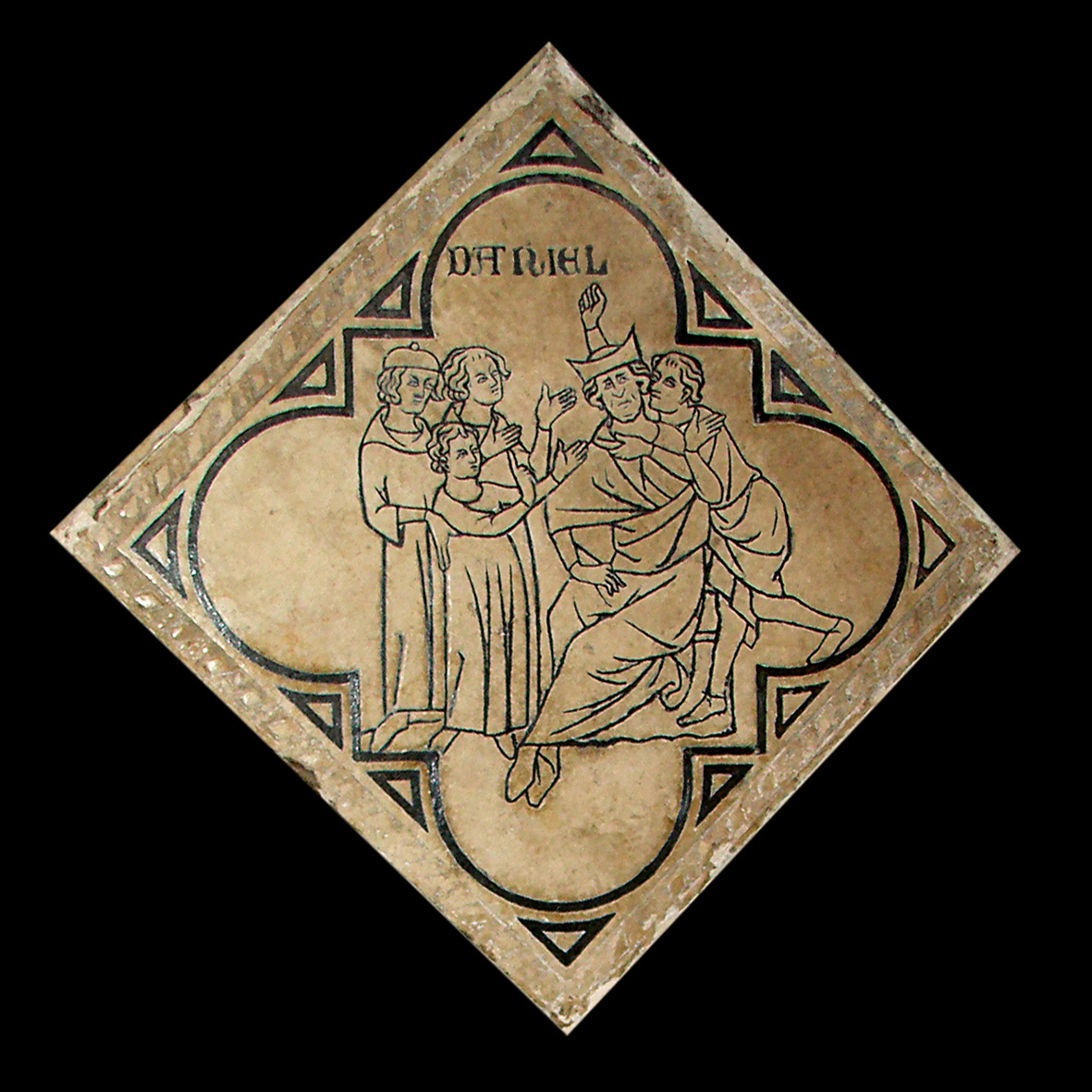
Dalle (33).